# 14号族
14号族（-ごうぞく、Family 14）は、サラブレッドの牝系（母系）の一つで、プリティーポリー、ブリガディアジェラード、インヴァソール等を輩出した一族である。牝祖はオールドフィールド・メア（The Oldfield Mare、1700年頃）。ファミリーナンバー上では2桁ナンバーながら勢力は大きい。元々のミトコンドリアDNAは他の主要な牝系とは別のハプロタイプである（3号族に比較的近縁で、同じD2系統に属する）。
20世紀に入ってからプリティーポリーがこの牝系を大きく伸ばした。14号族を代表するもう1頭の名馬ブリガディアジェラードはプリティーポリーの子孫である。他にタッチストン、マカロニ、セントパディー、テトラテマ、コロナティオン、コマンダーインチーフ、インヴァソール、カツラギエース、アドマイヤコジーン、マヤノトップガン、サクラローレル、タイムパラドックス、タイランツクヰーンの牝系（グリーングラス、トキノミノル、マックスビューティ）等が14号族の出身。

## 牝系図
- The Oldfield Mare（Hale's Bay Turk） -- F-No.14
  - Old Lady Mare（1710, St. Martin）
    - Lady Mare（Pert）
      - Look at Me Lads（1731, Newton Bay Arabian）
        - Young Look at Me Lads（1741, Ancaster Grasshopper）
          - Starling (Ancaster) Mare（1755, Starling (Ancaster)）
            - Mayfly（1775, Matchem）
              - Brunette（1790, Amaranthus）
                - Berenice（1805, Alexander） -- F-No.14-d
                - Boadicea（1807, Alexander）
                  - Etiquette（1820, Orville）
                    - Maid of Honor（1829, Champion）
                      - Honoria（1836, Camel） -- F-No.14-f
                      - Daphne（1837, Laurel）
                        - Pantaloon Mare（1841, Pantaloon）
                          - Chaperon（1855, Flatcatcher）
                            - Wallflower（1869, Rataplan）
                              - Eye-Pleaser（1876, Brown Bread）
                                - Gaze（1886, Thuringian Prince）
                                  - Admiration（1892, Saraband） -- F-No.14-b
                                    - Pretty Polly（1901, Gallinule） -- F-No.14-c

                  - Bertha（1821, Rubens) -- F-No.14-e
                  - Banter（1826, Master Henry) -- F-No.14-a